# Marc Isambard Brunel
Sir Marc Isambard Brunel, FRS (25 d'abril de 1769 - 12 de desembre de 1849) fou un enginyer nascut a França que es va assentar al Regne Unit. Per la seva banda, preferia el nom Isambard, però generalment fou conegut com a Marc per tal d'evitar la confusió amb el seu fill més famós Isambard Kingdom Brunel. El seu èxit més conegut va ser la construcció un túnel sota el Tàmesi, Thames Tunnel.

## Biomimètica, o la broma com a font d'inspiració d'enginyeria
El 1805, Brunel es va inspirar en el comportament i anatomia de la broma per millorar la tecnologia de construcció de túnels. En observar la manera com les valves de la broma li permeten excavar una galeria a la fusta i protegir-se de ser aixafada pels moviments del material, Brunel va dissenyar un enginyós marc modular d'acer per a túnels, que permetia els treballadors excavar amb èxit a través del llit del riu Tàmesi, molt inestable. Amb el seu invent va aconseguir el primer túnel de gran longitud construït sota un riu navegable.